# 雪爾塔語
雪爾塔語（英語：、 或 「黑話」）是許多愛爾蘭流浪者所使用的語言。在雪爾塔語使用者中，該語言也被稱為de Gammon或Tarri。
雪爾塔語的字彙大部分來自愛爾蘭語，並在借字的過程中使用了一種類似法語倒置音節的技巧；例如「女孩」的雪爾塔語是 lakeen，實際上是從愛爾蘭語的 cailín 轉來的（原來前後音節的聲母 c 和 l 被倒置），又例如「門」rodas 是從愛爾蘭語的 doras 轉來的。在結構方面，雪爾塔語的語言結構與英語的結構有許多相似處，而它也包含了罗姆语（吉普賽語），雖然愛爾蘭流浪者實際上並非罗姆人（吉普賽人）。即使這種語言包含了大量的非凱爾特語言的元素，雪爾塔語仍常常被誤認為是凱爾特語族底下的蓋爾亞支語言之一，但它實際上僅是一種根基於愛爾蘭語和英語的黑話，並主要以英語為其語法的基礎。
全世界約有 86,000 個雪爾塔語使用者，其中又有 6,000 到 25,000 的使用者是居住於愛爾蘭各地。雪爾塔語的使用者幾乎全是愛爾蘭流浪者，不過自1870年代就已經有語言學家開始記錄這種語言。凱爾特語言學家 Kuno Meyer 和吉普塞語言學家 John Sampson 都認為雪爾塔語最早在十三世紀就已經存在。
一般認為「雪爾塔」"Shelta" 此字來自愛爾蘭語的 siúlta，意思是「走路的」，明白指出愛爾蘭流浪者的流浪生活型態，這也與愛爾蘭的英語使用者有時對他們的另一種稱呼「走路的人」"the Walking People" 相互應。愛爾蘭語的「愛爾蘭流浪者」是 an Lucht siúil，意為「走路的人」，但另一種較少見的說法 an Lucht siúlta 也存在，可能正說明愛爾蘭語的 siúlta 就是「雪爾塔」"Shelta" 的來源。

## 短語範例
| 雪爾塔語 | 中文          | 英語 |
| -------- | ------------- | ---- |
|          | 嗨            |      |
|          | 早上好        |      |
|          | 晚上好        |      |
|          | 你好嗎?       |      |
|          | 我很好，謝謝. |      |
|          | 很高興看到你. |      |
|          | 晚安          |      |
|          | 上帝保佑你    |      |
|          | 祝你長命百歲! |      |
|          | 一切安康      |      |

## 外部連結
- 雪爾塔語的報告 （页面存档备份，存于） （《民族語》）
- 雪爾塔語辭典與發音指南（Travellers' Rest）